# EFAPEL
A Efapel - Empresa Fabril de Produtos Eléctricos, S.A., é uma empresa portuguesa que produz produtos de baixa tensão para instalações eléctricas sediada em Serpins na Lousã, Portugal. Foi criada em 1978 e é liderada por Américo Duarte. Patrocina a equipa de ciclismo EFAPELCycling, como também o futebol juvenil da Académica, entre outros. Tem presença em mais de 50 países.